# Arnaud Boetsch
Arnaud Boetsch (Meulan-en-Yvelines, 1º aprile 1969) è un ex tennista, manager e telecronista sportivo francese.

## Biografia
Divenuto professionista nel 1987, è risultato determinante nella finale di Coppa Davis del 1996 allorché dopo aver salvato tre match points ha sconfitto nella partita decisiva lo svedese Nicklas Kulti con il punteggio di 7-6, 2-6, 4-6, 7-6, 10-8.
Il 1996 è stato l'anno migliore nella carriera di Boetsch: nonostante non sia riuscito ad aggiudicarsi alcun torneo, ha raggiunto le semifinali a Key Biscayne (dopo aver sconfitto Stefan Edberg e Jim Courier) arrendendosi solo al futuro vincitore Andre Agassi. Questo risultato l'ha portato a occupare la dodicesima posizione in classifica, suo best ranking. Dopo un'estate anonima, nella quale ha rappresentato con poca fortuna la Francia alle Olimpiadi di Atlanta, si è riscattato raggiungendo gli ottavi di finale agli US Open e successivamente la finale a Lione, le semifinali a Vienna e i quarti a Paris Bercy. In questi ultimi tornei ha battuto tennisti del calibro di Andrij Medvedjev, Thomas Enqvist, Evgenij Kafel'nikov, Marcelo Ríos, Jim Courier, Michael Chang. Ha chiuso l'anno con la vittoria della Coppa Davis in finale sulla Svezia ottenendo il punto decisivo contro Nicklas Kulti.
Si è aggiudicato in carriera tre tornei di singolare e due di doppio. Non è mai riuscito a conquistare titoli della categoria Master Series nonostante le semifinali raggiunte a Monte Carlo (1992), Paris Bercy (1993), Essen (1995) e Miami (1996).
Si è ritirato dalle competizioni nel 1999. Fino al 2018 è rimasto comunque nell'ambiente tennistico commentando i match per France Télévisions insieme a Lionel Chamoulaud. Nel 2010 è stato anche consulente sportivo per Europe 1.

## Vita privata
Dopo il ritiro ha accumulato un grande patrimonio essendo diventato uno dei più importanti magnati francesi, direttore di Comunicazione & Immagine per Rolex.
Boetsch è stato per molti anni un seguace di Scientology.

## Statistiche

### Singolare

#### Vittorie (3)
| Legenda                |
| Grande Slam (0)        |
| Tennis Masters Cup (0) |
| ATP Masters Series (0) |
| ATP Tour (3)           |

| Numero | Data            | Torneo                                       | Superficie | Avversario della finale | Punteggio        |
| 1.     | 13 giugno 1993  | Ordina Open, Rosmalen                        | Erba       | Wally Masur             | 3–6, 6–3, 6–3    |
| 2.     | 10 ottobre 1993 | Grand Prix de Tennis de Toulouse, Tolosa (1) | Cemento    | Cédric Pioline          | 7–6(5), 3–6, 6–3 |
| 3.     | 8 ottobre 1995  | Grand Prix de Tennis de Toulouse, Tolosa (2) | Cemento    | Jim Courier             | 6–4, 6(5)–7, 6–0 |

#### Finali perse (7)
| Numero | Data             | Torneo                                             | Superficie | Avversario in finale | Punteggio     |
| 1.     | 13 ottobre 1991  | European Indoor Championships, Berlino             | Carpet     | Petr Korda           | 3–6, 4–6      |
| 2.     | 18 ottobre 1992  | ATP Bolzano, Bolzano                               | Carpet     | Thomas Enqvist       | 2–6, 6–1, 6–7 |
| 3.     | 6 febbraio 1994  | Open 13, Marsiglia                                 | Carpet     | Marc Rosset          | 6–7, 6–7      |
| 4.     | 16 ottobre 1994  | Ostrava Open, Ostrava                              | Carpet     | MaliVai Washington   | 6–4, 3–6, 3–6 |
| 5.     | 8 gennaio 1995   | Australian Men's Hardcourt Championships, Adelaide | Cemento    | Jim Courier          | 2–6, 5–7      |
| 6.     | 12 novembre 1995 | Stockholm Open, Stoccolma                          | Carpet     | Thomas Enqvist       | 5–7, 4–6      |
| 7.     | 6 ottobre 1996   | Grand Prix de Tennis de Lyon                       | Carpet     | Yevgeny Kafelnikov   | 5–7, 3–6      |

### Doppio

#### Vittorie (2)
- 1991: Bordeaux (con Guy Forget)
- 1993: Marsiglia (con Olivier Delaître)

#### Finali perse (3)
- 1992: Bordeaux (con Guy Forget)
- 1993: Long Island (con Olivier Delaître)
- 1995: Gstaad (con Marc Rosset)